# Walter Petersohn
Erich Walter Petersohn (* 24. September 1895 in Posen; † nach 1934) war ein deutscher Lehrer und Abgeordneter des Provinziallandtages der preußischen Provinz Hessen-Nassau.

## Leben
Walter Petersohn absolvierte eine Lehrerausbildung, die durch einen freiwilligen Kriegseinsatz im Jahre 1914 unterbrochen wurde. Nach schwerer Verwundung mit einem Eisernen Kreuz II. Klasse ausgezeichnet, setzte er seine Ausbildung fort und erhielt in Kassel eine Stelle an der Bürgerschule. 1927 trat er in die NSDAP ein, wurde Gauobmann des Nationalsozialistischen Lehrerbundes und erhielt einen Sitz im Kasseler Stadtrat. 1933 wurde er kommissarischer Regierungs- und Schulrat und wurde Abgeordneter im Kurhessischen Kommunallandtag des Regierungsbezirks Kassel, aus dessen Mitte er zum Abgeordneten des Provinziallandtages der Provinz Hesse-Nassau bestimmt wurde. 1934 verzog er nach Coburg.